# Автомагистрали в Полша
В Полша има към 1494 км магистрали (на полски: Autostrady) както и 1325 км първокласни пътища (полски.: Drogi ekspresowe).

## Пътни такси
Пътни такси за магистралите се събират почти в цяла Полша. Средно по 0.1 – 0.2 полски злоти на км магистралното ползване (По обменен курс от 10 октомври 2012 – 5 – 10 стотинки на км).

## Строеж
Километър магистрала в Полша струва между 4 – 7,5 милиона евро на км.